# Нагороди ФІФА для найкращих
Нагороди ФІФА для найкращих — це футбольна премія, яку щорічно представляє всесвітня футбольна організація ФІФА з 2016 року.
Перша церемонія нагородження відбулася 9 січня 2017 року у Цюриху, Швейцарія.
Нагорода призначена для відродження нагороди Гравець року ФІФА, яка в 2010 році була об'єднана з нагородою Золотий м'яч в одну — Золотий м'яч ФІФА.

## Переможці (чоловіки)

### Найкращий футболіст світу
| Рік  | Місце | Гравець              | Команда                         |  |
| ---- | ----- | -------------------- | ------------------------------- |  |
| 2016 | 1     | Кріштіану Роналду    | Реал Мадрид                     |  |
| 2016 | 2     | Ліонель Мессі        | Барселона                       |  |
| 2016 | 3     | Антуан Грізманн      | Атлетіко (Мадрид)               |  |
|      |       |                      |                                 |  |
| 2017 | 1     | Кріштіану Роналду    | Реал Мадрид                     |  |
| 2017 | 2     | Ліонель Мессі        | Барселона                       |  |
| 2017 | 3     | Неймар               | Барселона ПСЖ                   |  |
|      |       |                      |                                 |  |
| 2018 | 1     | Лука Модрич          | Реал Мадрид                     |  |
| 2018 | 2     | Кріштіану Роналду    | Реал Мадрид Ювентус             |  |
| 2018 | 3     | Мохаммед Салах       | Ліверпуль                       |  |
|      |       |                      |                                 |  |
| 2019 | 1     | Ліонель Мессі        | Барселона                       |  |
| 2019 | 2     | Вірджил ван Дейк     | Ліверпуль                       |  |
| 2019 | 3     | Кріштіану Роналду    | Ювентус                         |  |
|      |       |                      |                                 |  |
| 2020 | 1     | Роберт Левандовський | Баварія (Мюнхен)                |  |
| 2020 | 2     | Кріштіану Роналду    | Ювентус                         |  |
| 2020 | 3     | Ліонель Мессі        | Барселона                       |  |
|      |       |                      |                                 |  |
| 2021 | 1     | Роберт Левандовський | Баварія (Мюнхен)                |  |
| 2021 | 2     | Ліонель Мессі        | Барселона Парі Сен-Жермен       |  |
| 2021 | 3     | Мохаммед Салах       | Ліверпуль                       |  |
|      |       |                      |                                 |  |
| 2022 | 1     | Ліонель Мессі        | Парі Сен-Жермен                 |  |
| 2022 | 2     | Кіліан Мбаппе        | Парі Сен-Жермен                 |  |
| 2022 | 3     | Карім Бензема        | Реал Мадрид                     |  |
|      |       |                      |                                 |  |
| 2023 | 1     | Ліонель Мессі        | Парі Сен-Жермен / Інтер (Маямі) |  |
| 2023 | 2     | Кіліан Мбаппе        | Парі Сен-Жермен                 |  |
| 2023 | 3     | Ерлінг Голанн        | Манчестер Сіті                  |  |

### Найкращий воротар світу
| Рік  | Місце               | Гравець               | Команда               |                     |
| ---- | ------------------- | --------------------- | --------------------- | ------------------- |
| 2016 | Нагороду не вручали | Нагороду не вручали   | Нагороду не вручали   | Нагороду не вручали |
|      |                     |                       |                       |                     |
| 2017 | 1                   | Джанлуїджі Буффон     | Ювентус               |                     |
| 2017 | 2                   | Мануель Ноєр          | Баварія               |                     |
| 2017 | 3                   | Кейлор Навас          | Реал Мадрид           |                     |
|      |                     |                       |                       |                     |
| 2018 | 1                   | Тібо Куртуа           | Челсі Реал Мадрид     |                     |
| 2018 | 2                   | Уго Льоріс            | Тоттенгем             |                     |
| 2018 | 3                   | Каспер Шмейхель       | Лестер                |                     |
|      |                     |                       |                       |                     |
| 2019 | 1                   | Алісон                | Ліверпуль             |                     |
| 2019 | 2                   | Марк-Андре тер Штеген | Барселона             |                     |
| 2019 | 3                   | Едерсон               | Манчестер Сіті        |                     |
|      |                     |                       |                       |                     |
| 2020 | 1                   | Мануель Ноєр          | Баварія               |                     |
| 2020 | 2                   | Алісон                | Ліверпуль             |                     |
| 2020 | 3                   | Ян Облак              | «Атлетіко» (Мадрид)   |                     |
|      |                     |                       |                       |                     |
| 2021 | 1                   | Едуар Манді           | Челсі                 |                     |
| 2021 | 2                   | Джанлуїджі Доннарумма | Мілан Парі Сен-Жермен |                     |
| 2021 | 3                   | Мануель Ноєр          | Баварія               |                     |
|      |                     |                       |                       |                     |
| 2022 | 1                   | Еміліано Мартінес     | Астон Вілла           |                     |
| 2022 | 2                   | Тібо Куртуа           | Реал Мадрид           |                     |
| 2022 | 3                   | Яссін Буну            | Севілья               |                     |

### Найкращий тренер світу
| Рік  | Місце | Гравець              | Команда            |  |
| ---- | ----- | -------------------- | ------------------ |  |
| 2016 | 1     | Клаудіо Раньєрі      | Лестер Сіті        |  |
| 2016 | 2     | Зінедін Зідан        | Реал Мадрид        |  |
| 2016 | 3     | Фернанду Сантуш      | Португалія         |  |
|      |       |                      |                    |  |
| 2017 | 1     | Зінедін Зідан        | Реал Мадрид        |  |
| 2017 | 2     | Антоніо Конте        | Чеслі              |  |
| 2017 | 3     | Массіміліано Аллегрі | Ювентус            |  |
|      |       |                      |                    |  |
| 2018 | 1     | Дідьє Дешам          | Франція            |  |
| 2018 | 2     | Зінедін Зідан        | Реал Мадрид        |  |
| 2018 | 3     | Златко Далич         | Хорватія           |  |
|      |       |                      |                    |  |
| 2019 | 1     | Юрген Клопп          | Ліверпуль          |  |
| 2019 | 2     | Пеп Гвардіола        | Манчестер Сіті     |  |
| 2019 | 3     | Маурісіо Почеттіно   | Тоттенгем          |  |
|      |       |                      |                    |  |
| 2020 | 1     | Юрген Клопп          | Ліверпуль          |  |
| 2020 | 2     | Ганс-Дітер Флік      | «Баварія» (Мюнхен) |  |
| 2020 | 3     | Марсело Б'єлса       | «Лідс Юнайтед»     |  |
|      |       |                      |                    |  |
| 2021 | 1     | Томас Тухель         | Челсі              |  |
| 2021 | 2     | Роберто Манчіні      | Італія             |  |
| 2021 | 3     | Пеп Гвардіола        | Манчестер Сіті     |  |
|      |       |                      |                    |  |
| 2022 | 1     | Ліонель Скалоні      | Аргентина          |  |
| 2022 | 2     | Карло Анчелотті      | Реал Мадрид        |  |
| 2022 | 3     | Пеп Гвардіола        | Манчестер Сіті     |  |

### Збірна футболістів ФІФА
| Сезон | Воротар                                       | Захисники | Півзахисники                                                                                        | Форварди |
| ----- | --------------------------------------------- | --- | --------------------------------------------------------------------------------------------------- | --- |
| 2016  | Мануель Ноєр (Баварія)                        | Марсело (Реал Мадрид) Серхіо Рамос (Реал Мадрид) Жерард Піке (Барселона) Данієл Алвес (Барселона/Ювентус)              | Андрес Іньєста (Барселона) Лука Модрич (Реал Мадрид) Тоні Кроос (Реал Мадрид)                       | Кріштіану Роналду (Реал Мадрид) Луїс Альберто Суарес (Барселона) Ліонель Мессі (Барселона)                                                     |
|       |                                               | | | |
| 2017  | Джанлуїджі Буффон (Ювентус)                   | Марсело (Реал Мадрид) Серхіо Рамос (Реал Мадрид) Леонардо Бонуччі (Ювентус/Мілан) Дані Алвес (Ювентус/ПСЖ)             | Андрес Іньєста (Барселона) Лука Модрич (Реал Мадрид) Тоні Кроос (Реал Мадрид)                       | Неймар (Барселона/ПСЖ) Кріштіану Роналду (Реал Мадрид) Ліонель Мессі (Барселона)                                                               |
|       |                                               | | | |
| 2018  | Давід де Хеа (Манчестер Юнайтед)              | Марсело (Реал Мадрид) Серхіо Рамос (Реал Мадрид) Рафаель Варан (Реал Мадрид) Дані Алвес (ПСЖ)                          | Н'Голо Канте (Челсі) Лука Модрич (Реал Мадрид) Еден Азар (Челсі)                                    | Кріштіану Роналду (Реал Мадрид/Ювентус) Кіліан Мбаппе (ПСЖ) Ліонель Мессі (Барселона)                                                          |
|       |                                               | | | |
| 2019  | Аліссон (Ліверпуль)                           | Марсело (Реал Мадрид) Вірджил ван Дейк (Ліверпуль) Маттейс де Лігт (Аякс/Ювентус) Серхіо Рамос (Реал Мадрид)           | Лука Модрич (Реал Мадрид) Френкі де Йонг (Аякс/Барселона) Еден Азар (Челсі/Реал Мадрид)             | Кіліан Мбаппе (ПСЖ) Кріштіану Роналду (Ювентус) Ліонель Мессі (Барселона)                                                                      |
|       |                                               | | | |
| 2020  | Аліссон (Ліверпуль)                           | Трент Александер-Арнольд (Ліверпуль) Вірджил ван Дейк (Ліверпуль) Альфонсо Дейвіс (Баварія) Серхіо Рамос (Реал Мадрид) | Кевін Де Брейне (Манчестер Сіті) Йозуа Кімміх (Баварія) Тьяго (Баварія/Ліверпуль)                   | Роберт Левандовський (Баварія) Кріштіану Роналду (Ювентус) Ліонель Мессі (Барселона)                                                           |
|       |                                               | | | |
| 2021  | Джанлуїджі Доннарумма (Мілан/Парі Сен-Жермен) | Давід Алаба (Баварія/Реал Мадрид) Леонардо Бонуччі (Ювентус) Рубен Діаш (Манчестер Сіті)                               | Кевін Де Брейне (Манчестер Сіті) Жоржиньйо (Челсі) Н'Голо Канте (Челсі)                             | Кріштіану Роналду (Ювентус/Манчестер Юнайтед) Ерлінг Голанн (Боруссія (Дортмунд)) Роберт Левандовський (Баварія) Ліонель Мессі (Барселона/ПСЖ) |
|       |                                               | | | |
| 2022  | Куртуа (Реал Мадрид)                          | Жуан Канселу (Манчестер Сіті/Баварія) Вірджил ван Дейк (Ліверпуль) Ашраф Хакімі (ПСЖ)                                  | Кевін Де Брейне (Манчестер Сіті) Каземіро (Реал Мадрид/Манчестер Юнайтед) Лука Модрич (Реал Мадрид) | Карім Бензема (Реал Мадрид) Ерлінг Голанн (Боруссія (Дортмунд)) Кіліан Мбаппе (ПСЖ) Ліонель Мессі (ПСЖ)                                        |

## Переможці (жінки)

### Найкраща футболістка світу
| Рік  | Місце | Гравець           | Команда                      |  |
| ---- | ----- | ----------------- | ---------------------------- |  |
| 2016 | 1     | Карлі Ллойд       | Х'юстон Деш                  |  |
| 2016 | 2     | Марта             | Русенгорд                    |  |
| 2016 | 3     | Мелані Берингер   | Баварія                      |  |
|      |       |                   |                              |  |
| 2017 | 1     | Ліке Мартенс      | Русенгорд Барселона          |  |
| 2017 | 2     | Карлі Ллойд       | Х'юстон Деш Манчестер Сіті   |  |
| 2017 | 3     | Дейна Кастельянос | Санта-Кларіта Блу Хіт        |  |
|      |       |                   |                              |  |
| 2018 | 1     | Марта             | Орландо Прайд                |  |
| 2018 | 2     | Дженіфер Марожан  | Ліон                         |  |
| 2018 | 3     | Ада Геґерберґ     | Ліон                         |  |
|      |       |                   |                              |  |
| 2019 | 1     | Меган Рапіноу     | Сіетл Рейн                   |  |
| 2019 | 2     | Алекс Морган      | Орландо Прайд                |  |
| 2019 | 3     | Люсі Бронз        | Ліон                         |  |
|      |       |                   |                              |  |
| 2020 | 1     | Люсі Бронз        | Ліон «Манчестер Сіті»        |  |
| 2020 | 2     | Пернілле Хардер   | «Вольфсбург» «Челсі»         |  |
| 2020 | 3     | Венді Ренар       | «Ліон»                       |  |
|      |       |                   |                              |  |
| 2021 | 1     | Алексія Путельяс  | «Барселона»                  |  |
| 2021 | 2     | Сем Керр          | «Челсі»                      |  |
| 2021 | 3     | Дженніфер Ермосо  | «Барселона»                  |  |
|      |       |                   |                              |  |
| 2022 | 1     | Алексія Путельяс  | «Барселона»                  |  |
| 2022 | 2     | Алекс Морган      | Орландо Прайд Сан-Дієго Вейв |  |
| 2022 | 3     | Бет Мід           | Арсенал                      |  |

### Найкращий воротар світу серед жінок
| Рік  | Місце               | Гравець             | Команда                       |                     |
| ---- | ------------------- | ------------------- | ----------------------------- | ------------------- |
| 2016 | Нагороду не вручали | Нагороду не вручали | Нагороду не вручали           | Нагороду не вручали |
| 2017 | Нагороду не вручали | Нагороду не вручали | Нагороду не вручали           | Нагороду не вручали |
| 2018 | Нагороду не вручали | Нагороду не вручали | Нагороду не вручали           | Нагороду не вручали |
|      |                     |                     |                               |                     |
| 2019 | 1                   | Сарі ван Венендал   | Арсенал Атлетіко (Мадрид)     |                     |
| 2019 | 2                   | Крістіана Ендлер    | Парі Сен-Жермен               |                     |
| 2019 | 3                   | Гедвіг Ліндаль      | Челсі Вольфсбург              |                     |
|      |                     |                     |                               |                     |
| 2020 | 1                   | Сара Буадді         | «Ліон»                        |                     |
| 2020 | 2                   | Крістіана Ендлер    | Парі Сен-Жермен               |                     |
| 2020 | 3                   | Алісса Негер        | «Чикаго Ред Старз»            |                     |
|      |                     |                     |                               |                     |
| 2021 | 1                   | Крістіана Ендлер    | «Парі Сен-Жермен» «Ліон»      |                     |
| 2021 | 2                   | Стефані Лаббе       | «Русенгорд» «Парі Сен-Жермен» |                     |
| 2021 | 3                   | Анн-Катрін Бергер   | «Челсі»                       |                     |
|      |                     |                     |                               |                     |
| 2022 | 1                   | Мері Ерпс           | Манчестер Юнайтед             |                     |
| 2022 | 2                   | Крістіана Ендлер    | «Ліон»                        |                     |
| 2022 | 3                   | Анн-Катрін Бергер   | «Челсі»                       |                     |

### Найкращий тренер жіночих команд світу
| Рік  | Місце | Гравець         | Команда             |  |
| ---- | ----- | --------------- | ------------------- |  |
| 2016 | 1     | Сільвія Найд    | Німеччина           |  |
| 2016 | 2     | Джилл Елліс     | США                 |  |
| 2016 | 3     | Pia Sundhage    | Швеція              |  |
|      |       |                 |                     |  |
| 2017 | 1     | Саріна Вігман   | Нідерланди          |  |
| 2017 | 2     | Нільс Нільсен   | Данія               |  |
| 2017 | 3     | Жерар Прешу     | Ліон                |  |
|      |       |                 |                     |  |
| 2018 | 1     | Рейнальд Педрос | Ліон                |  |
| 2018 | 2     | Саріна Вігман   | Нідерланди          |  |
| 2018 | 3     | Асако Такакура  | Японія              |  |
|      |       |                 |                     |  |
| 2019 | 1     | Джилл Елліс     | США                 |  |
| 2019 | 2     | Саріна Вігман   | Нідерланди          |  |
| 2019 | 3     | Філ Невілл      | Англія              |  |
|      |       |                 |                     |  |
| 2020 | 1     | Саріна Вігман   | Нідерланди          |  |
| 2020 | 2     | Жан-Люк Вассер  | «Ліон»              |  |
| 2020 | 3     | Емма Гейс       | «Челсі»             |  |
|      |       |                 |                     |  |
| 2021 | 1     | Емма Гейс       | «Челсі»             |  |
| 2021 | 2     | Луїс Кортес     | «Барселона» Україна |  |
| 2021 | 3     | Саріна Вігман   | Нідерланди Англія   |  |
|      |       |                 |                     |  |
| 2022 | 1     | Саріна Вігман   | Англія              |  |
| 2022 | 2     | Соня Бомпастор  | Олімпік Ліон        |  |
| 2022 | 3     | Піа Сундхаге    | Бразилія            |  |

### Збірна футболісток ФІФА
| Сезон | Воротар                                       | Захисники                                                                                              | Півзахисники                                                                                 | Форварди |
| ----- | --------------------------------------------- | --- | -------------------------------------------------------------------------------------------- | --- |
| 2016  | Нагороду не вручали                           | Нагороду не вручали                                                                                    | Нагороду не вручали                                                                          | Нагороду не вручали |
| 2017  | Нагороду не вручали                           | Нагороду не вручали                                                                                    | Нагороду не вручали                                                                          | Нагороду не вручали |
| 2018  | Нагороду не вручали                           | Нагороду не вручали                                                                                    | Нагороду не вручали                                                                          | Нагороду не вручали |
| 2019  | Сарі ван Венендал (Арсенал/Атлетіко (Мадрид)) | Люсі Бронз (Ліон) Нілла Фішер (Вольфсбург/Лінчопінг) Келлі О'Гара (Юта Роялс) Венді Ренар (Ліон)       | Джулі Ертц (Чикаго Ред Стар) Амандін Анрі (Ліон) Роуз Лавель (Вашингтон Спіріт)              | Марта (Орландо Прайд) Алекс Морган (Орландо Прайд) Меган Рапіноу (Рейн)                                                        |
| 2020  | Ендлер (ПСЖ)                                  | Люсі Бронз (Ліон/Манчестер Сіті) Міллі Брайт (Челсі) Венді Ренар (Ліон)                                | Барбара Бонансеа (Ювентус) Вероніка Бокете (Юта Роялс/Мілан) Дельфін Каскаріно (Ліон)        | Пернілле Хардер (Вольфсбург/Челсі) Тобін Гіт (Портленд Торнс/Манчестер Юнайтед) Вівіанне Мідема (Арсенал) Меган Рапіноу (Рейн) |
| 2021  | Ендлер (ПСЖ/Ліон)                             | Міллі Брайт (Челсі) Люсі Бронз (Манчестер Сіті) Ерікссон (Челсі) Венді Ренар (Ліон)                    | Барбара Бонансеа (Ювентус) Баніні (Леванте/Атлетіко) Карлі Ллойд (Скай Блю)                  | Марта (Орландо Прайд) Вівіанне Мідема (Арсенал) Алекс Морган (Тоттенгем Готспур/Орландо Прайд)                                 |
| 2022  | Ендлер (Ліон)                                 | Мапі Леон (Барселона) Люсі Бронз (Манчестер Сіті/Барселона) Лія Вільямсон (Арсенал) Венді Ренар (Ліон) | Лена Обердорф (Вольфсбург) Алексія Путельяс (Барселона) Кіра Волш (Манчестер Сіті/Барселона) | Сем Керр (Челсі) Бет Мід (Арсенал) Алекс Морган (Орландо Прайд/Сан-Дієго Вейв)                                                 |

## Переможці (змішані нагороди)

### Премія за чесну гру Fair Play
| Рік  | Переможець                        |
| ---- | --------------------------------- |
| 2016 | Атлетіко Насьйональ               |
| 2017 | Франсіс Коне                      |
| 2018 | Леннарт Ті                        |
| 2019 | Марсело Б'єлса Лідс Юнайтед       |
| 2020 | Маттіа Агнезе                     |
| 2021 | Збірна Данії та медичний персонал |
| 2022 | Лука Лочошвілі                    |

### Спеціальна нагорода ФІФА за видатні досягнення в кар'єрі
| Рік  | Переможець | Примітки                                                                            |
| ---- | ---------- | ----------------------------------------------------------------------------------- |
| 2016 | Фалькао    | За видатний внесок у розвиток футзалу                                               |
| 2022 | Пеле       | Нагороджений посмертно як данина поваги та особливе визнання за його роль у футболі |

### Нагорода імені Ференца Пушкаша
| Рік  | Місце | Гравець                 | Команда                       | Противник                   |
| ---- | ----- | ----------------------- | ----------------------------- | --------------------------- |
| 2016 | 1     | Мохд Фаїз Субрі         | Пінанг                        | Пеханг                      |
| 2016 | 2     | Марлоні                 | Корінтіанс                    | Кобресаль                   |
| 2016 | 3     | Даньюшка Родрігес       | Венесуела                     | Колумбія                    |
|      |       |                         |                               |                             |
| 2017 | 1     | Олів'є Жіру             | Арсенал                       | Крістал Пелес               |
| 2017 | 2     | Оскаріне Масулуке       | Барока                        | Орландо Пайретс             |
| 2017 | 3     | Дейна Кастельянос       | Венесуела (жінки до 17 років) | Камерун (жінки до 17 років) |
|      |       |                         |                               |                             |
| 2018 | 1     | Мохаммед Салах          | Ліверпуль                     | Евертон                     |
| 2018 | 2     | Кріштіану Роналду       | Реал Мадрид                   | Ювентус                     |
| 2018 | 3     | Джорджіан Де Арраскаета | Крузейро                      | Америка Мінейру             |
|      |       |                         |                               |                             |
| 2019 | 1     | Даніель Жорі            | Дебрецен                      | Ференцварош                 |
| 2019 | 2     | Ліонель Мессі           | Барселона                     | Реал Бетіс                  |
| 2019 | 3     | Хуан Кінтеро            | Рівер Плейт                   | Расінг (Авельянеда)         |
|      |       |                         |                               |                             |
| 2020 | 1     | Сон Хин Мін             | Тоттенгем Готспур             | Бернлі                      |
| 2020 | 2     | Джорджіан Де Арраскаета | Фламенгу                      | Сеара                       |
| 2020 | 3     | Луїс Суарес             | Барселона                     | Мальорка                    |
|      |       |                         |                               |                             |
| 2021 | 1     | Ерік Ламела             | Тоттенгем Готспур             | Арсенал                     |
| 2021 | 2     | Мегді Таремі            | Порту                         | Челсі                       |
| 2021 | 3     | Патрік Шик              | Чехія                         | Шотландія                   |
|      |       |                         |                               |                             |
| 2022 | 1     | Марцін Олекси           | Варта (Познань)               | Сталь (Ряшів)               |
| 2022 | 2     | Дімітрі Паєт            | Олімпік (Марсель)             | ПАОК                        |
| 2022 | 3     | Рішарлісон              | Бразилія                      | Сербія                      |

### Нагорода вболівальників
| Рік  | Переможець                                            |
| ---- | ----------------------------------------------------- |
| 2016 | Вболівальники клубів Боруссія (Дортмунд) та Ліверпуль |
| 2017 | вболівальники Селтіка                                 |
| 2018 | вболівальники збірної Перу                            |
| 2019 | Сільвія Грекко, вболівальниця Палмейраса              |
| 2020 | Марівалдо Франсіско да Сільва                         |
| 2021 | Вболівальники Данії та Фінляндії (Євро 2020)          |
| 2022 | Вболівальники збірної Аргентини                       |

## Нагороди за рік
- Нагороди ФІФА для найкращих 2016
- Нагороди ФІФА для найкращих 2017
- Нагороди ФІФА для найкращих 2018
- Нагороди ФІФА для найкращих 2019
- Нагороди ФІФА для найкращих 2020
- Нагороди ФІФА для найкращих 2021

## Нагороди за назвою
- Нагорода імені Ференца Пушкаша